# Elleboogzenuw
De elleboogzenuw of nervus ulnaris is een zenuw die voor een groot gedeelte langs de ellepijp (ulna) loopt. Omdat de zenuw niet bedekt is door spier of bot, kan zij gemakkelijk geprikkeld raken. Als iemand zijn elleboog stoot, ontstaat zo het gevoel dat wordt omschreven als het stoten van het 'telefoonbotje', 'elektrisch botje' of 'weduwnaarsbotje'.
De elleboogzenuw is afkomstig uit de plexus brachialis en innerveert zowel spieren in de onderarm en hand als de huid van de hand (ringvinger en pink).